# Gottfried Gensch
Gottfried Gensch (geboren 6. Oktober 1936 in Bremen; gestorben 3. Januar 2020) war ein deutscher Jurist, Verwaltungsrichter und Verwaltungsbeamter.

## Leben
Nach seinem Studium der Rechtswissenschaften und einer Tätigkeit als Verwaltungsrichter wirkte Gottfried Gensch von 1974 bis 1984 als Bürgermeister der hessischen Stadt Hochheim am Main. Mit seinem dortigen Wirken ist der Beginn der Altstadtsanierung verbunden.
Als um 1984 für eine kurze Periode die CDU mit der FDP eine Mehrheit in der traditionell sozialdemokratisch geprägte Stadt Laatzen bildete, wählte diese Ratsmehrheit den Christdemokraten Gensch als Nachfolger von Erich Panitz zum Stadtdirektor Laatzens.
Vom 1. Oktober 1984 bis zum 30. September 1996 leitete Gensch zwölf Jahre die Laatzener Verwaltung. Anders als sein als „harter Verhandler“ in Erinnerung gebliebener Vorgänger suchte Gensch bei Sachfragen eher den Konsens mit möglichst breiten Mehrheiten jenseits von Fraktionszwängen. So ließ Gensch im Zuge der unter ihm durchgeführten Verwaltungsreform in Laatzen, bei der Fachbereiche mit Teams anstelle der bisherigen Dezernate gebildet wurden, seinen Mitarbeitern mehr Freiheiten bei der Ausgestaltung ihrer Arbeiten.
Während seiner Zeit als Laatzener Hauptverwaltungsbeamter lebte Gensch mit seiner Familie in Grasdorf. Nach seiner Verabschiedung 1996 im Laatzener Rathaus zog er in die hannoversche Südstadt.
Nachfolger von Gensch als letzter Stadtdirektor der Laatzener Stadtverwaltung wurde der dann erstmals von den Bürgern direkt gewählte und daher als Bürgermeister bezeichnete Hauke Jagau.
Gottfried starb am 3. Januar 2020 im Alter von 84 Jahren.